# Astraea heliotropium
Astraea heliotropium е вид коремоного от семейство Turbinidae.

## Разпространение
Видът е разпространен в Нова Зеландия.